# ۲۴ (فصل ۶)
فصل ششم ۲۴ که با نام روز ششم نیز شناخته می‌شود در تاریخ ۱۴ ژانویهٔ ۲۰۰۷ آغاز و در ۲۱ می همان سال پایان یافت.

## داستان
شروع این فصل با شورش‌هایی در آمریکا آغاز می‌شود و معاونان و نزدیکان رئیس جمهور ایالات متحده (وین پالمر) از او می‌خواهند مسلمانان آمریکا را دستگیر کند که وی به این کار تن نمی‌دهد.آدری در جریان رفتن به چین برای پیدا کردن جک به نظر می‌رسد مرده‌است .جک باور به خواست رئیس جمهور آمریکا از چین بازگردانده می‌شود تا به شخصی به نام ابو فاید که خواستار انتقام است تحویل داده شود و در عوض فاید مشخصات حمری الاًسد که به نظر می‌رسد تروریست است بدهد و مکانش را لو بدهد.
در این فصل موریس آبرایان دوباره به زندگی با کلوئی ابرایان می‌پردازد همچنین واحد CTU شخصی مسلمان و عرب به نام نادیا یسیر را به خدمت گرفته‌است مدیریت CTU به بیل بیوکان واگذار شده و همسر بیل در کاخ سفید با وین پالمر که رئیس جمهور ایالات متحده آمریکا شده‌است کار می‌کند جک پس از مدت‌ها دوری از وطن و تحمل شکنجه‌های عذاب‌آور به دست چینی‌ها به آمریکا بازگشته‌است.

## اپیزودهای یکم و دوم
همانطور که گفته شد جک برای مبادله آورده شد و طی آن معلوم شد که حمری الأسد تروریست نیست و خواستار صلح است و تروریست اصلی خود ابو فاید است، جک که به دست تروریست‌ها افتاده بود موفق به فرار می‌شود و می‌خواهد این واقعیت را برای واحد CTU مشخص می‌کند.

## اپیزودهای سوم و چهارم

تصویر انفجار بمب اتمی در خاک آمریکا(اپیزود۴)

در این اپیزودها جک به الأسد کمک می‌کند و با هم می‌توانند حمله تروریستی به مترو را مهار کنند. کرتیس که از الأسد کینه‌ای داشته می‌خواهد او را بکشد اما به دلیل اینکه الأسد در تحقیقات می‌تواند کمک کند جک مجبور می‌شود دوست خود را بکشد، تروریست‌ها بمب اتمی را در شهر لس آنجلس منفجر می‌کنند و بیش از ۱۲۰۰۰ نفر یا کشته می‌شوند یا تحت تأثیر تشعشعات رادیواکتیو قرار می‌گیرند و به علاوه جک که تصمیم به ترک این کار را گرفته بود تصمیم می‌گیرد با تروریست‌ها مبارزه کند و این حملات را خنثی کند.

## اپیزودهای میانی
معلوم می‌شود تروریست‌ها چهار سلاح هسته‌ای دیگری دارند و وین پالمر به دلیل پافشاری بر انجام تصمیم‌هایش مورد حمله‌ای تروریستی از جانب عوامل درون دولت قرار می‌گیرد و زخمی می‌شود و همچنین الأسد کشته می‌شود و معلوم می‌شود برخی افراد روس و به علاوه پدر جک فیلیپ باور در این کارها دست داشتند.

## اپیزودهای پایانی
در آخرین اپیزودها بمب‌های اتمی از تروریست‌ها گرفته می‌شوند اما تراشه‌ای که حاوی اطلاعات نظامی دولت روسیه‌است به دست چینی‌ها می‌افتد و روسیه دولت آمریکا را مقصر می‌داند و تهدید می‌کند که اگر این تراشه از چینی‌ها پس گرفته نشود به پایگاه‌های آمریکا در آسیای مرکزی حمله خواهد کرد و معاون وین پالمر به دلیل مصدومیتش کارها را بر عهده گرفته‌است، همچنین معلوم می‌شود چینی‌ها مردن آدری رینز را بازسازی کرده بودند و جک آدری را با همین تراشه معامله می‌کند، فیلیپ باور پدر جک که شخصی جامعه ستیز است می‌خواهد برادرزاده جک جاش باور را بدزدد و بدون اجازه مادرش به چین ببرد که در آخر طی عملیاتی جاش نجات پیدا می‌کند و تراشه از چینی‌ها گرفته می‌شود و پدر جک کشته می‌شود و همچنین مشخص شده‌است آدری رینز دختر وزیر هلر به مشکلات روانی دچار شده و جیمز هلر از جک می‌خواهد که از آدری فاصله گیرد، جک به خواسته خودش این کار را می‌کند.

## شخصیت‌های اصلی
| نام بازیگر           | نام شخصیت     | عنوان شخصیت             |
| -------------------- | ------------- | ----------------------- |
| کیفر ساترلند         | جک باور       | مأمور ویژه(کاراکتراصلی) |
| مری لین راجسکوب      | کلوئی ابرایان | کارمند واحد CTU         |
| کارلو روتا           | موریس ابرایان | کارمند واحد CTU         |
| جیمز موریسون         | بیل بیوکانان  | مدیریت واحد CTU         |
| دیوید برایان وودساید | وین پالمر     | رئیس جمهور آمریکا       |

## دیگر شخصیت‌ها
| نام بازیگر     | نام شخصیت    | عنوان شخصیت         |
| -------------- | ------------ | ------------------- |
| پیتر مکنیکول   | تام لینوکس   | مشاور رئیس جمهور    |
| جین اتکینسون   | کرن هایز     | مشاور رئیس جمهور    |
| اریک بالفور    | میلو پرسمن   | کارمند CTU          |
| ماریسول نیکولز | نادیا یسیر   | کارمند CTU          |
| رگینا کینگ     | ساندرا پالمر | خواهر رئیس جمهور    |
| راجر کراس      | کرتیس مانینگ | مأمور CTU           |
| ویلیام دیون    | جیمز هلر     | وزیر دفاع آمریکا    |
| کیم راور       | آدری رینز    | دختر وزیر/معشوقه جک |

## پیوست‌ها
- سریال 24
- ۲۴ (فصل ۵)
- ۲۴ (فصل ۷)
- فهرست سریال‌های آمریکایی
- سینمای آمریکا